# 布勞恩 (巴塞爾鄉村州)

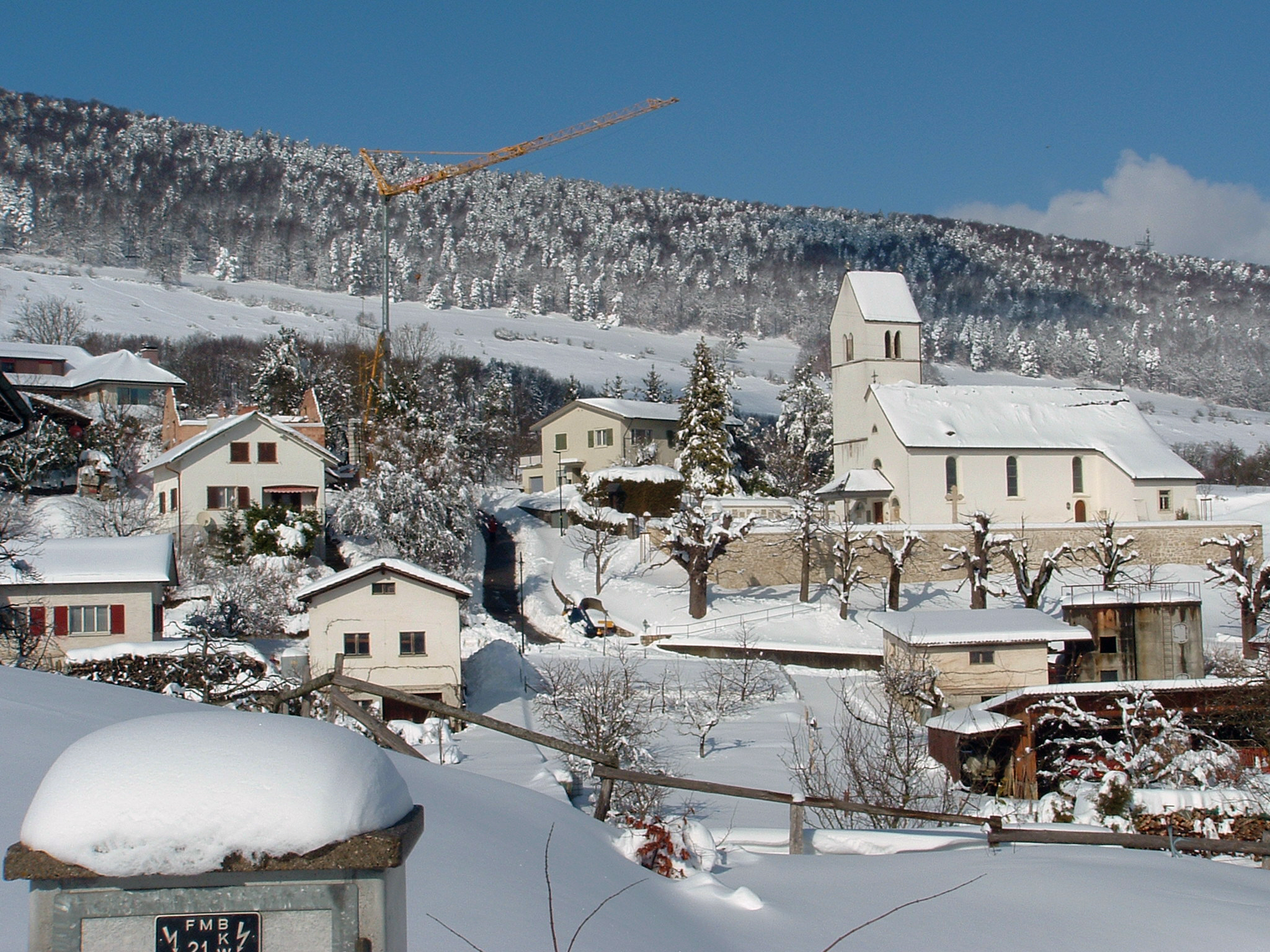

布勞恩是瑞士的城鎮，位於該國北部，由巴塞爾鄉村州負責管轄，面積7.13平方公里，海拔高度533米，2012年人口676，六成半人口信奉羅馬天主教，人口密度每平方公里95人。

## 外部連結
维基共享资源上的相關多媒體資源：布勞恩
- Official website （页面存档备份，存于） （德文）